# 大堡礁跳岩䲁
大堡礁跳岩䲁（學名：Petroscirtes fallax），為輻鰭魚綱鳚形目䲁科跳岩䲁屬的一種，分布於西太平洋澳洲大堡礁海域，本魚體延長，具一對銳利犬齒，身體顏色為黃色至白色，並帶有三條縱向的黑色條紋，最下面的條紋延伸到胸鰭基部，但沒有延伸到臀鰭基部，前背鰭外緣有一個黑點，體長可達9.5公分，棲息在水淺的海草床，雌魚產附著性卵，雄魚有護卵行為，幼魚為浮游性，生活習性不明，其外型係模仿條紋稀棘䲁(Meiacanthus lineatus)。